# Al-Rajján
Al-Rajján (arabul: الريان, más átírással: ar-Rajján) város az azonos nevű katari államban. Doha után a második legnagyobb város az országban. A helyi stadion az egyik helyszín a 2022-es labdarúgó-világbajnokságon.

## Történet
Al-Rajján megnövekedése előtt a két fő terület Ó-al-Rajján és Új al-Rajján volt. Az óvárosban főként faluk helyezkedtek el, míg az újvárosban Katar királyi családjának villái sorakoznak. A város növekedésével a keleti területén lévő telepek is al-Rajján részei lettek.

## Kerületek
- Abu Hamour[5]
- Al Aziziya
- Al Gharrafa
- Al Luqta
- Al Waab
- Al Wajbah
- Gharrafat Al Rayyan
- Muraikh
- Luaib
- Mehairja
- Baaya

## Testvérváros
- : Mahijlov, Fehéroroszország[6]